# 王棕属
王棕属（学名：Roystonea）是棕榈科下的一个属，为乔木植物。该属共有10种，分布于热带美洲，當中包括被引种到世界各地王棕。

## 圖庫
- 古巴卡马华尼谷地里的野生王棕
- 美国佛罗里达州博卡拉顿的王棕
- 印度加尔各答的王棕小树，约三岁，相叠的叶鞘清楚可见